# 新型インフルエンザ等対策特別措置法
新型インフルエンザ等対策特別措置法（しんがたインフルエンザとうたいさくとくべつそちほう、平成24年5月11日法律第31号）は、新型インフルエンザ等に対する対策の強化を図ることで、国民の生命および健康を保護し、生活や経済への影響を最小にすることに関する日本の法律である。略して新型インフル特措法とも呼ばれる。
なお、本法は新型インフルエンザだけでなく、急激に流行して国民に重大な影響を及ぼすおそれのある新たな感染症が発生した場合にも適用される（第2条1号）。
新型インフルエンザ等対策の実施に関する計画、発生時における措置、新型インフルエンザ等緊急事態措置等を定めることにより、感染症の予防及び感染症の患者に対する医療に関する法律（以下、感染症法）、検疫法、予防接種法と相まって、新型インフルエンザ等に対する対策の強化を図り、もって新型インフルエンザ等の発生時において国民の生命および健康を保護し、並びに国民生活及び国民経済に及ぼす影響が最小となるようにすることを目的とする（第1条）。
自然災害に備えた災害対策基本法や、テロリズムへの対処を定めた武力攻撃事態等における国民の保護のための措置に関する法律（国民保護法）をモデルに制定された。2013年（平成25年）4月の施行以降、適用された例はなかったが、2020年（令和2年）における新型コロナウイルス感染症（COVID-19）の蔓延のおそれにより、一定期間、COVID-19を新型インフルエンザ等とみなすための法改正が行われ（後述）、本法に基づいた緊急事態宣言の発令等が実施された。
主務官庁は厚生労働省健康・生活衛生局感染症対策課および内閣官房隷下の内閣感染症危機管理統括庁である。

## 経緯

### 法の制定過程
2009年（平成21年）に世界的に流行したH1N1亜型インフルエンザウイルスへの対応が混乱したことを踏まえ、2010年（平成22年）3月より厚生労働省が講じた対策の総括を行い、今後のH1N1亜型インフルエンザの再流行時の対応及び鳥インフルエンザ（H5N1亜型）発生時の対策の見直しに活かすため、「新型インフルエンザ（A/H1N1）対策総括会議」が厚生労働省新型インフルエンザ対策推進本部の下に開催され、2010年（平成22年）6月に厚生労働省に対する提言を取りまとめた。この中で、対策の実効性を確保するため、各種対策の法的根拠の明確化を図ることが提言された。
これを受けて、2011年（平成23年）11月10日の「新型インフルエンザ及び鳥インフルエンザ等に関する関係省庁対策会議」で、新型インフルエンザ対策のために必要な法制度の論点整理について議論し、時の民主党政権で法整備が検討された。2012年（平成24年）4月27日の参議院本会議で、与党の民主党に加え当時野党だった公明党が賛成に回ったことで賛成多数を得て可決、成立した。共産党・社民党は反対し、自民党は田中直紀防衛相及び前田武志国土交通相の問責決議後の審議拒否中に法案が内閣委員会で採決されたことを理由に欠席した。5月11日に本法が公布された。
結果、医療の確保を確かなものにするための「医療関係者に対する補償制度の創設」や「知事の権限」の法的根拠の明確化等が図られた。「知事の権限」については、全国知事会からの「災害対策基本法に類似した知事の権限を付与するなど、法的な整備を進めるべき」という強い要望があった。
公布の日から1年以内（2013年（平成25年）5月10日）で政令で定める日に施行と規定されており、中華人民共和国で鳥インフルエンザ（H7N9亜型）の感染が広がったことを受け、予定より前倒しされ、施行日を定める政令を同年4月2日に閣議決定し、同日の官報（特別号外第10号）で公布、翌13日に施行された。

#### 新感染症への該当可否についての議論
COVID-19が（2020年3月の）改正前の本法上の「新感染症」とすることができるかどうかについて、2020年2月28日の衆議院の財務金融委員会で、国民民主党の日吉雄太委員への答弁として、内閣総理大臣安倍晋三は、対象となる感染症の種類が異なることを理由に、新型インフルエンザ等特別措置法の適用は「難しいと判断している」と法解釈を答弁した。厚生労働大臣加藤勝信は「何が原因か分からないものがあるための『新感染症』という規定だ。今回は新型コロナウイルスだと分かっており『新感染症』ではない」と説明した。一方、3月13日の参院内閣委員会で、参考人として出席した尾身茂（政府の同感染症専門家会議の副座長、並びに地域医療機能推進機構理事長）は、同感染症を「新しい感染症」だとする意見を述べた。

### COVID-19への適用対象拡大
2020年（令和2年）3月13日、新型コロナウイルス感染症（COVID-19）を改正法の施行日から最長2年間本法の対象とする旨の改正が行われ、翌14日に施行された。
以下、この改正に至る経緯を記述する。2019年（令和元年）12月以降、世界的に流行している新型コロナウイルス感染症（COVID-19）は、2020年1月の政令によって、感染症法に基づく指定感染症（感染症法6条8項）及び検疫法に基づく検疫感染症に指定された。
一方、この感染症について、政府は本法の対象となる「新感染症」には該当しないとの法解釈を採ることを表明し、その解釈を採る以上、COVID-19について本法は改正しなければ適用できないこととなった（解釈に関する議論について後述）。安倍晋三首相は2020年3月2日の第201回国会・参議院予算委員会にて、本法をCOVID-19にも適用可能とするよう改正する方針を表明、3月4日の同委員会一般審議においても、改正した上で本法32条に基づく緊急事態宣言を発令できるようにする方針を改めて示した。
内閣は、2020年3月10日にCOVID-19の発生及びそのまん延により、国民の生命及び健康に重大な影響を与えることが懸念される状況に鑑み、2年を超えない範囲内において政令で定める日までの間、COVID-19を新型インフルエンザ等対策特別措置法に規定する『新型インフルエンザ等』とみなし、同法に基づく措置を実施するために「新型インフルエンザ等対策特別措置法の一部を改正する法律案」を閣議決定し、同日衆議院へ提出した。3月11日に衆議院内閣委員会で。採決では、野党共同会派（立憲民主・国民・社保・無所属フォーラム）の賛成方針に従わず反対票を投じたり、欠席する造反者が現れ、日本共産党は反対したことから、主要野党の足並みの乱れと報道された。3月13日、参議院内閣委員会及び参議院本会議にて可決され成立した。同日付けの官報号外特第27号で公布され、翌14日に施行された。
当初COVID-19を本法の適用対象とする期間は、政令により（施行日から）2021年1月31日までと定められたが、2021年1月7日に、緊急事態宣言が再度発令された際に政令改正により、2022年1月31日までと改正された。更に後述のとおり2021年2月13日の法改正で、期限の定めなく適用対象になった。
法案の審議において野党の要求で、各種対策を実施する場合においては、国民の自由と権利の制限は、必要最小限のものとすることなどを求める附帯決議（衆議院20項目、参議院25項目）が、衆参の内閣委員会にてなされている。

#### 新型コロナウイルス感染症対策の推進のための改正
現下のCOVID-19発生の状況等に鑑み、当該感染症に係る対策の推進を図るため、営業時間の変更の要請等を内容とする新型インフルエンザ等まん延防止等重点措置を創設し、併せて新型インフルエンザ等緊急事態措置において施設の使用制限等の要請に応じない者に対する命令を可能とするため、新型インフルエンザ等対策特別措置法等の一部を改正する法律案が、2021年（令和3年）1月22日の閣議で決定され、同日衆議院へ提出された。
衆議院での審議は、2021年1月29日に本会議において、西村大臣が趣旨の説明を行い、これに対する質疑が行われ、内閣委員会に付託された。1月29日、内閣委員会において、西村大臣から趣旨の説明が行われ、質疑が行われた。2月1日、内閣委員会厚生労働委員会連合審査会において、質疑が行われ内閣委員会において修正議決された、2月1日の衆議院本会議で委員会修正のとおり可決され、参議院へ送付された。賛成会派は、自由民主党・無所属の会、 立憲民主党・社民・無所属、 公明党及び日本維新の会・無所属の会、反対会派は、日本共産党及び国民民主党・無所属クラブであった。衆議院での修正は、1月28日に自民党と立憲民主党との修正協議で合意されたもので、新型インフルエンザ等対策特別措置法に関しては、過料罰の額の引下げ等が主な内容である。
参議院での審議は、2021年2月2日に本会議において、西村大臣が趣旨の説明を行い、これに対する質疑が行われ、内閣委員会に付託された。2月3日、内閣委員会及び内閣委員会厚生労働委員会連合審査会において、質疑が行われ、内閣委員会において、可決された、同日、参議院院本会議で可決され成立した。参議院における会派別賛否はCOVID-19対策のため押しボタン式投票に代わり起立採決となったため公式なHPから確認できない。改正法は、同日付けの官報号外特第8号で公布され、附則第1条の規定により公布の日から起算して10日を経過した日である2月13日（一部の規定は4月1日）に施行された。

#### 感染症の発生及びまん延の防止に関する施策の総合調整等に関する機能を強化するための改正
新型コロナウイルス感染症への対応を踏まえ、感染症の発生及びまん延の防止に関する施策の総合調整等に関する機能を強化するため、感染症の発生及びまん延の初期段階から新型インフルエンザ等対策本部が迅速かつ的確な措置を講ずるための仕組み等を整備するための改正。内閣官房に当該施策の総合調整等に関する事務及び同対策本部等に関する事務を所掌する内閣感染症危機管理統括庁を設置するための内閣法改正と一括法案とされた。
法案は、新型インフルエンザ等対策特別措置法及び内閣法の一部を改正する法律案として、2023年（令和5年）2月7日の閣議で決定され、同日衆議院へ提出された。
3月30日の衆議院本会議で可決され、参議院へ送付された。賛成会派は、自由民主党・無所属の会、日本維新の会。公明党及び国民民主党・無所属クラブ、反対会派は、立憲民主党・無所属、日本共産党、有志の会及びれいわ新選組であった。
4月21日に参議院院本会議で可決された。改正法は、4月21日の官報で令和5年法律第14号公布として公布され、附則第1条の規定により公布の日から起算して6月を超えない範囲内において政令で定める日（2023年9月1日）から（一部の規定は2024年4月1日）施行された。

## 構成
- 第1章　総則（第1条-第5条）
- 第2章　新型インフルエンザ等対策の実施に関する計画等（第6条-第13条）
- 第3章　新型インフルエンザ等の発生時における措置（第14条-第31条の3）
- 第3章の2　新型インフルエンザ等まん延防止等重点措置（第31条の4-第31条の6）
- 第4章　新型インフルエンザ等緊急事態措置
  - 第1節　通則（第32条-第44条）
  - 第2節　まん延の防止に関する措置（第45条・第46条）
  - 第3節　医療等の提供体制の確保に関する措置（第47条-第49条）
  - 第4節　国民生活および国民経済の安定に関する措置（第50条-第61条）
- 第5章　財政上の措置等（第62条-第70条）
- 第5章の2　新型インフルエンザ等対策推進会議（第70条の2-第70条の10）
- 第6章　雑則（第71条-第75条）
- 第7章　罰則（第76条-第80条）
- 附則

## 対象とする疾患
本法の対象とする「新型インフルエンザ等」とは、感染症法6条第7項に規定する「新型インフルエンザ等感染症」と、感染症法6条第9項に規定する「新感染症」のうち「全国的かつ急速なまん延のおそれのあるもの」を指し、新型インフルエンザだけでなく、急激に流行して国民に重大な影響を及ぼすおそれのある、新たな感染症が発生した場合にも対応できる（第2条第1号）。
感染症法によれば、「新型インフルエンザ等感染症」とは、新型インフルエンザ、再興型インフルエンザ、新型コロナウイルス感染症及び再興型コロナウイルス感染症をいう。
また、「新感染症」とは、感染症法では、人から人に伝染すると認められる疾病であって、既に知られている感染性の疾病とその病状又は治療の結果が明らかに異なるもので、かかった場合の病状の程度が重篤であり、かつ、まん延により国民の生命及び健康に重大な影響を与えるおそれがあると認められるものをいう。更に本法では「全国的かつ急速なまん延のおそれのあるもの」に限定されている。
2020年3月14日の法改正により、新型コロナウイルス感染症（COVID-19）についても最長2年間は対象とすることとなった。2021年2月13日の法改正により、COVID-19は、期限の定めなく適用対象となっていた。
2023年4月27日、加藤勝信厚生労働大臣は、感染症の予防及び感染症の患者に対する医療に関する法律第44条第3項の規定により、5月7日付でCOVID-19について、国民の大部分が当該感染症に対する免疫を獲得したこと等により新型インフルエンザ等感染症と認められなくなったと公表した。これによりCOVID-19は、本法の適用対象から外れた。

## 行動計画の作成
日本国政府や地方公共団体、指定された公共機関は、新型インフルエンザ等の発生に備え、行動計画を作成することとなっている（第6条から第9条）。

## 発生時の対応
新型インフルエンザ等の発生が確認された場合、内閣総理大臣は原則として政府対策本部を設置する（第15条第1項）。政府対策本部が設置されたときは、政府対策本部の名称並びに設置の場所及び期間を国会に報告するとともに、これを公示しなければならない（第15条第2項）。また、政府対策本部が設置されたときは、都道府県知事及び市町村長も対策本部を設置しなければならない（第22条、第34条）。また、医療従事者等へのワクチンの先行接種の指示が可能になる（第28条）。

### 新型コロナウイルス感染症対策本部の設置

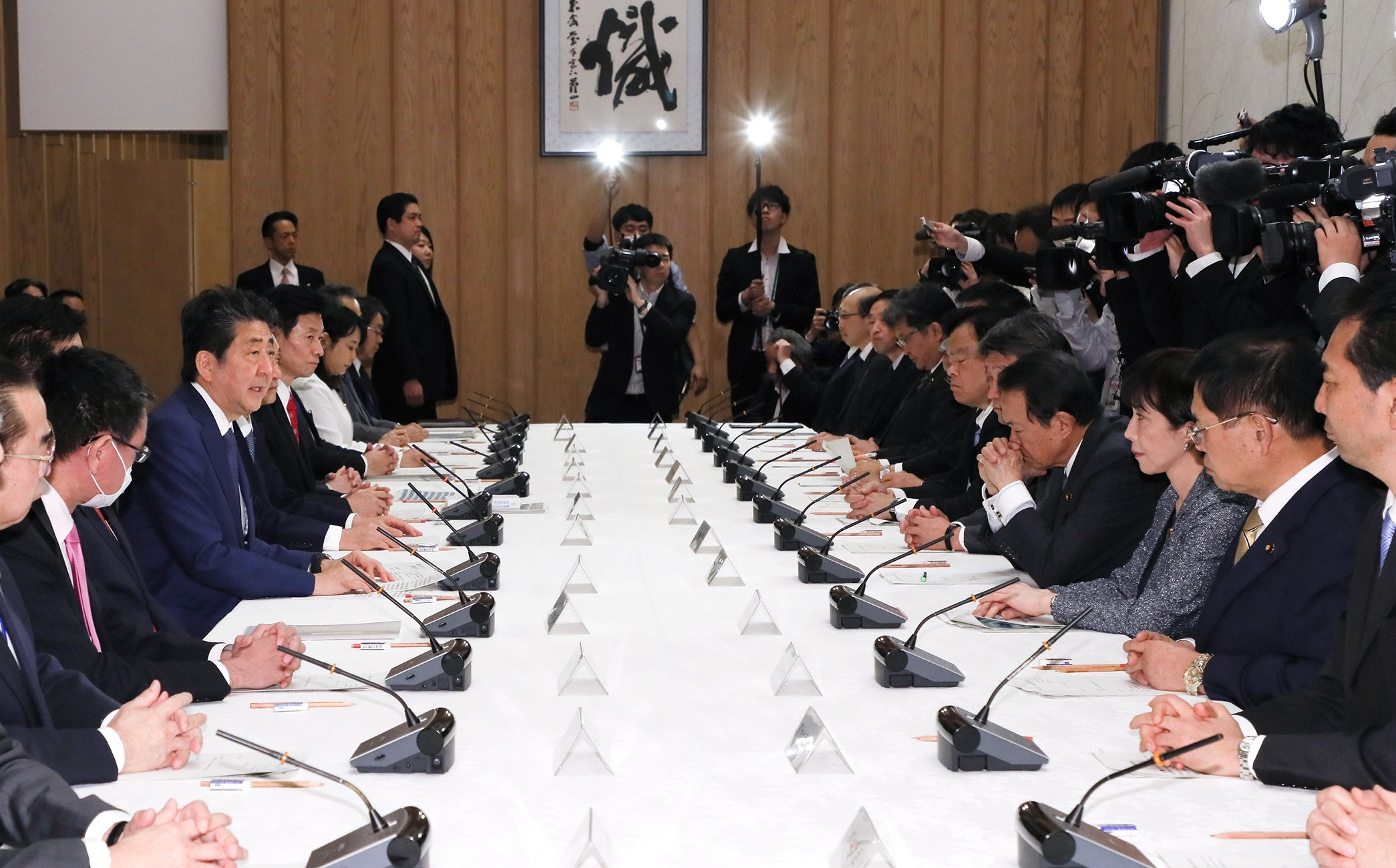
新型インフルエンザ等対策特別措置法に規定される「政府対策本部」に移行した当日の新型コロナウイルス感染症対策本部の会合（2020年3月26日、総理大臣官邸にて）

2020年3月26日の持ち回り閣議で“「新型コロナウイルス感染症対策本部の設置について」の一部改正について”が一般案件となり、新型コロナウイルス感染症対策本部を新型インフルエンザ等対策特別措置法に基づくものとした。設置の公示は、同日付官報特別号外第33号で行われた。

### 都道府県対策本部長による協力要請
第24条9項は「都道府県対策本部長は、当該都道府県の区域に係る新型インフルエンザ等対策を的確かつ迅速に実施するため必要があると認めるときは、公私の団体または個人に対し、その区域に係る新型インフルエンザ等対策の実施に関し必要な協力の要請をすることができる。」としている。この規定を用い、2020年に、新型コロナウイルス感染症に対応するため、一定の種類の施設の使用停止等の要請が行われ、緊急事態宣言以後ほとんどの都道府県において行われた（後述）。
2020年5月4日、国は内閣官房新型コロナウイルス感染症対策推進室長名の事務連絡を各都道府県知事に発出し、緊急事態措置の維持及び緩和等に関して留意すべき事項を示した。これは､特定警戒都道府県及び特定警戒都道府県以外の特定都道府県に区分して、緊急事態宣言延長後の措置についての留意すべき事項を示したものである。

## 新型インフルエンザ等緊急事態
全国的かつ急速なまん延により、国民の生活および経済に甚大な影響を及ぼし、またはそのおそれがあるものとして政令で定める要件に該当する事態となった場合、政府対策本部長（内閣総理大臣）は「新型インフルエンザ等緊急事態宣言」を発令する。新型インフルエンザ等緊急事態宣言が行われた場合、営業の休止、営業時間の変更等の要請、要請に応じない場合の命令、命令に違反した場合の過料が規定されている（第45条、第79条）。

## まん延防止等重点措置
特定の地域において、国民生活および国民経済に甚大な影響を及ぼすおそれがあるまん延を防止するため、「新型インフルエンザ等まん延防止等重点措置」を創設し、営業時間の変更等の要請、要請に応じない場合の命令、命令に違反した場合の過料が規定されている（第31条の4-第31条の6、第80条）。
新型インフルエンザ等緊急事態宣言に至らない段階での感染拡大を抑止することを目的として、2021年（令和3年）2月13日の新型インフルエンザ等対策特別措置法等の一部を改正する法律の施行により新設された。

## 財政上の措置等
国や都道府県による費用の負担についての規定の他、損失補償や損害補償等についても本法で規定している。国、都道府県は、検疫のためにやむを得ず特定病院等を同意なく使用する場合や臨時の医療施設開設のため、土地等を使用する場合等による損失を補償しなければならない。また要請や指示による医療等を行う医療関係者に対して、実費を弁償しなければならない（62条）。要請や指示による医療の提供を行う医療関係者が、そのため死亡や負傷した場合等は、損害を補償しなければならない（63条）。

## 施設の使用停止等の要請等
既述のとおり、都道府県知事は施設の使用停止等の要請（休業要請とも呼ばれる）、外出自粛要請を新型インフルエンザ等対策特別措置法に基づき行なうことができる。

## 物資の売渡しの要請・収用
2020年4月26日、時事通信は「高額マスク、政府が強制収用へ」と報道した。「マスクの品薄が続く中、政府が高額販売などで「不当な利益」を得る事業者への対策を強化する方針を固めたことが25日、明らかになった」「新たな対策では、物流・小売業者がマスクの値上がりを見込んだ買い占めや売り惜しみをしていないか調査。「不当」と判断した場合、特措法55条に基づき、都道府県は売り渡し要請や収用措置が可能となる」との報道である。
この報道では、どのように明らかになったかは伝えていない。なお新型インフルエンザ等対策特別措置法第55条に基づく収用の場合、「当該処分により通常生ずべき損失を補償しなければならない」（第62条第1項）と規定されている。
2020年4月27日の菅義偉官房長官は、記者会見で、売り渡しの要請などを行うことについても都道府県と連携しながら検討していきたい」と述べた。
2020年4月26日の報道に関する続報は、2021年8月13日現在、確認できない。また2020年4月27日の菅官房長官の発言にある検討についても報道や公式の発表についても同様に確認できない。

## 指定機関
第2条第5号から第8号までの規定によって内閣総理大臣が指定した機関（指定行政機関、指定地方行政機関、指定公共機関）は、法律の規定によりそれぞれ政府行動計画又は都道府県行動計画に基づき、その業務に関し、新型インフルエンザ等対策に関する業務計画を策定する義務を負っている。
特に指定公共機関は医療関係に重点が置かれている。

### 指定公共機関

#### 独立行政法人（医療）
- 労働者健康安全機構
- 国立病院機構
- 地域医療機能推進機構
- 国立研究開発法人国立国際医療研究センター

#### 公共的機関
- 日本銀行
- 日本赤十字社
- 日本放送協会（NHK）
- 電力広域的運営推進機関
- 空港会社
  - 成田国際空港
  - 新関西国際空港
  - 中部国際空港

#### 医療
公益社団法人
- 日本医師会
- 日本歯科医師会
- 全日本病院協会
- 日本薬剤師会
- 日本看護協会

一般社団法人
- 日本医療法人協会
- 日本病院会
- 日本ワクチン産業協会
- 日本医薬品卸売業連合会

医療機器メーカー
- ジェイ・エム・エス
- トップ
- テルモ
- ニプロ

医薬品メーカー
- グラクソ・スミスクライン
- KMバイオロジクス
- 沢井製薬
- 塩野義製薬
- 第一三共
- 武田薬品工業
- 中外製薬
- 富士フイルム富山化学

#### 電気事業者
- 北海道電力
  - 北海道電力ネットワーク
- 東北電力
  - 東北電力ネットワーク
- 東京電力ホールディングス
  - 東京電力リニューアブルパワー
  - 東京電力パワーグリッド
  - 東京電力エナジーパートナー
- 北陸電力
  - 北陸電力送配電
- 中部電力
  - 中部電力パワーグリッド
  - 中部電力ミライズ
- 関西電力
  - 関西電力送配電
- 中国電力
  - 中国電力ネットワーク
- 四国電力
  - 四国電力送配電
- 九州電力
  - 九州電力送配電
- 沖縄電力
- JERA
- 電源開発（J-POWER）
  - 電源開発送変電ネットワーク（J-POWER送変電）
- 日本原子力発電

#### ガス事業者
- 東京瓦斯（東京ガス）
- 大阪瓦斯（大阪ガス）
- 東邦瓦斯（東邦ガス）
- 西部瓦斯（西部ガス）

#### フェリー事業者
- オーシャントランス
- 商船三井フェリー
- 新日本海フェリー
- 太平洋フェリー
- マルエーフェリー

#### 外航海運業事業者
- 商船三井
- 川崎汽船
- 日本郵船

#### 航空事業者
- 日本航空
- 全日本空輸

#### 鉄道事業者
JRグループ
- 北海道旅客鉄道（JR北海道）
- 東日本旅客鉄道（JR東日本）
- 東海旅客鉄道（JR東海）
- 西日本旅客鉄道（JR西日本）
- 四国旅客鉄道（JR四国）
- 九州旅客鉄道（JR九州）
- 日本貨物鉄道（JR貨物）

大手私鉄（相鉄・西鉄を除く14社）
- 小田急電鉄（小田急）
- 京王電鉄（京王）
- 京成電鉄（京成）
- 京浜急行電鉄（京急）
- 西武鉄道（西武）
- 東急電鉄（東急）
- 東武鉄道（東武）
- 東京地下鉄（東京メトロ）
- 名古屋鉄道（名鉄）
- 近畿日本鉄道（近鉄）
- 南海電気鉄道（南海）
- 阪神電気鉄道（阪神）
- 阪急電鉄（阪急）
- 京阪電気鉄道（京阪）

第三セクター
- 首都圏新都市鉄道（つくばエクスプレス）

#### 内航海運事業者
- 旭タンカー
- 井本商運
- 上野トランステック
- 川崎近海汽船
- 近海郵船
- 栗林商船
- 鶴見サンマリン
- 日本海運
- 琉球海運

#### 貨物自動車運送事業者
- 佐川急便
- 西濃運輸
- 日本通運
- 福山通運
- ヤマト運輸

#### 郵便事業者
- 日本郵便

#### 電気通信事業者
- NTTグループ
  - NTT
  - NTT東日本
  - NTT西日本
  - NTTドコモ
  - NTTドコモビジネス
- NTT以外
  - KDDI
  - ソフトバンク